# Ворота Минска
«Ворота Минска» — архитектурный комплекс на Привокзальной площади в Минске, представляющий собой два 11-этажных здания-башни по углам 5-этажных домов, расположенных симметрично относительно поперечной оси площади (здание вокзала — улица Кирова). 

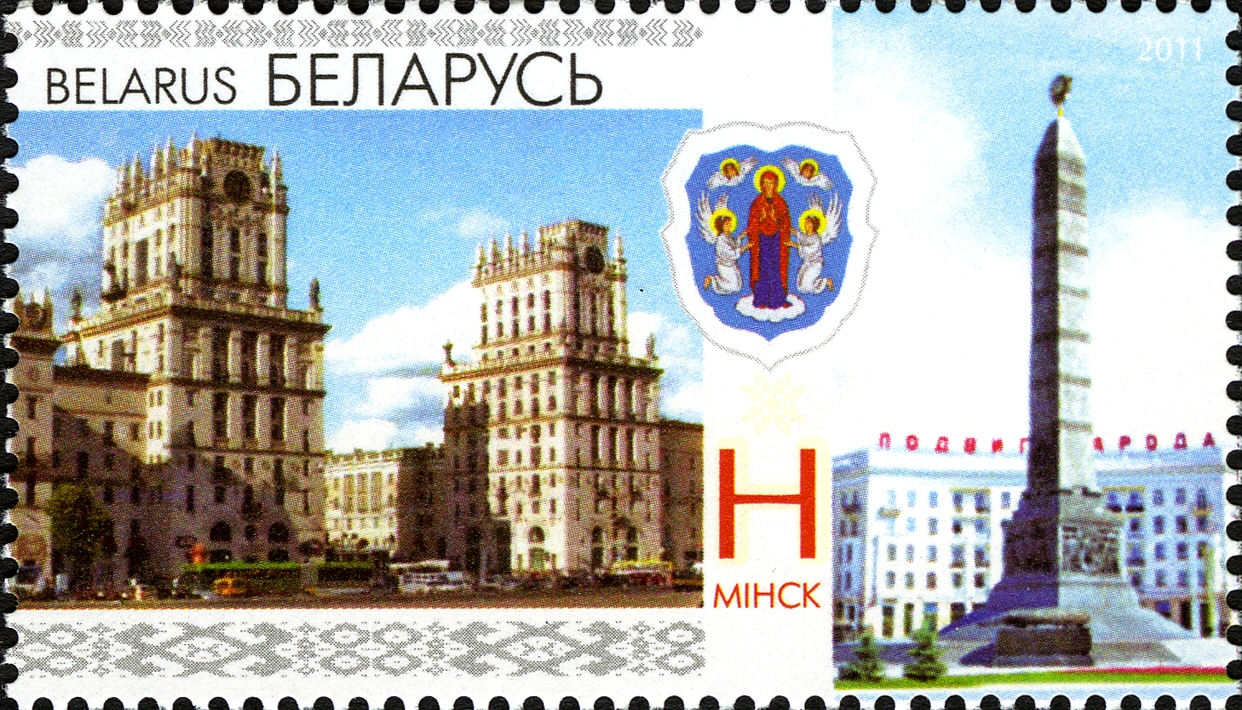
«Ворота Минска» на почтовой марке Республики Беларусь.

Из-за того, что ворота стоят напротив вокзала и вдоль автомобильной магистрали их назвали "Въездными вратами"
В конце 1940-х годов развернулись работы по реконструкции Привокзальной площади (архитектор Б. Рубаненко), в результате которых был создан архитектурный ансамбль площади в стиле сталинского ампира.
На одном здании установлены трофейные немецкие часы, самые большие в Беларуси
, с диаметром циферблата 3,5 м, на другом — литой герб Белорусской ССР. Также башни украшают скульптуры партизанки, колхозницы, инженера и солдата. В период 1972–1975 годов они, вместе с некоторыми другими декоративными элементами были демонтированы из-за износа материала (бетона) и опасности обрушения, но в 2004-м году восстановлены и сделаны из более легкого и прочного материала (силумина).
По замечанию  Юрия Градова, академика архитектуры, заслуженного архитектора Беларуси и ученика архитектора Бориса Рубаненко, «въездные врата» стали неизменным символом Минска по той причине, что автор проекта сумел почувствовать и подчеркнуть очень важную историческую параллель: башни Привокзальной площади приняли историческую эстафету от традиционных деревянных башен старинного минского Замчища, которые тоже были в своё время въездными воротами. И эта архитектурная и историческая преемственность придала им особую убедительность и привлекательность.